# ジョルジョ・ナポリターノ
ジョルジョ・ナポリターノ（イタリア語: Giorgio Napolitano、1925年6月29日 - 2023年9月22日）は、イタリアの政治家。 第11代大統領。
内務大臣（第1次ロマーノ・プローディ内閣）、代議院議長、元老院議員、代議院議員（11期）、イタリア共産党（PSI）代議院議員団長を歴任。

## 概要
1925年生まれ。カンパニア州ナポリ県ナポリ出身。ナポリ大学法学部卒業。
舞台芸術に関心を持ち、ナポリの小劇場で俳優として舞台活動を行う。また「トマッゾ・ピニヤッチェリ」のペンネームで、ナポリ方言のソネット集を出版している。
第2次世界大戦中はイタリア民主共和党員として、ファシスト党に対抗するべくレジスタンス活動に参加した。
1945年にイタリア共産党に入党し、ナポリの共産党青年団の指導者として活動した。1953年、ジョルジョ・アメンドラの後継者として代議院（下院）選挙に出馬、当選した。1967年に共産党の指導部委員（幹部会員）および書記局員になった。欧州連合の父の一人となった共産党系会派・共産主義グループ所属の欧州議会議員アルティエロ・スピネッリとは盟友であり、何度か演説でも触れ、スピネッリの評伝も書いている。
1992年から1994年まで下院議長を務め、1996年にはプロディ政権で内相を務めた。
2006年、大統領に就任。初の共産党出身の大統領であった。任期が切れる2013年5月をもって退任する予定であったが、2013年イタリア総選挙後に議会は混乱を極め、後任候補として浮上したフランコ・マリーニ元上院議員やロマノ・プローディ元首相らは、議会の上下両院合同会議において大統領選出に必要な票数を獲得できなかった。
このためナポリターノ続投との声が上がるが、87歳という高齢であったため本人は当初これを固辞した。しかし、議会各派指導者たちがこぞって続投を要請したため渋々これを受諾し、4月20日に6回目の投票で再選された。2期目を務めるイタリア大統領は彼が初めてである。しかしナポリターノは1年8か月後、89歳の身にはもはや限界と2期目の任期途中で辞任したが、歴代最長となる約9年間大統領を務めた。
ウンベルト2世に身体的な特徴が似ており、行儀が慎重なことから「ウンベルト王」という渾名をつけられた。また、共産主義者であった事から「赤い王子」とも呼ばれていた。
歴史問題についても積極的に発言しており、第2次大戦中の1943年から1945年にかけて、ユーゴスラヴィアのイストリアとダルマツィアで行われたイタリア人住民に対する集団虐殺と「フォイベ」と呼ばれる洞穴への虐殺体遺棄、さらにイタリア人が強制追放されたことに言及した際には、クロアチア政府から抗議を受けた。
2023年9月22日、ローマの病院で死去。98歳没。翌年9月10日には妻のクリオ・マリア・ビットーニもナポリターノの後を追い、死去。

## 略歴
- 1945年 - イタリア共産党入党
- 1953年 - 代議院議員選挙（イタリア共産党公認）当選。
- 1981年 - 党代議院議員団議長就任。
- 1986年 - 代議院対外政策・国際問題委員会議長就任。
- 1989年 - 欧州議会議員当選。
- 1992年 - 代議院議長就任。
- 1994年 - 代議院放送分野再編特別委員会議長就任。
- 1996年 - 内務大臣（第1次ロマーノ・プローディ内閣）就任。
- 1999年 - 欧州憲法委員会議長就任。
- 2005年 - 元老院議員就任。
- 2006年 - 大統領就任。
- 2013年 - 大統領に再選。
- 2015年 - 1月14日付で大統領を辞任。
- 2023年 - 9月22日、死去。

## 関連文献
- エリック・J. ホブズボームとの共著『イタリア共産党との対話』 山崎功訳、岩波書店〈岩波新書〉、1976年
Giorgio Napolitano "Intervista Sul PCI", a cura di Eric J. Hobsbawm, Larerza 1976.